# Nepaloserica ganeshi
Nepaloserica ganeshi är en skalbaggsart som beskrevs av Ahrens 1999. Nepaloserica ganeshi ingår i släktet Nepaloserica och familjen Melolonthidae. Inga underarter finns listade i Catalogue of Life.